# Ministre du Patrimoine canadien
La ministre du Patrimoine canadien (en anglais : Minister of Canadian Heritage) est la ministre responsable de la politique en matière de culture, de communications et des sports au sein du gouvernement fédéral du Canada.

## Historique
De 2008 à 2018, le ministre du Patrimoine canadien est également responsable du portefeuille des langues officielles.
Lors de la constitution du premier cabinet dirigé par Justin Trudeau le 4 novembre 2015, le ministre du Patrimoine canadien reprend les attributions liées au multiculturalisme du ministre de la Citoyenneté et de l'Immigration. Le poste de ministre du Multiculturalisme, occupé jusqu'au 3 novembre par le conservateur Jason Kenney est aboli.
Le 21 novembre 2019, les attributions liées aux sports sont transférées au ministre du Patrimoine canadien avant d'être reprises par un ministre distinct après les élections fédérales de 2021.

## Liste des titulaires
| Titulaire Parti                                             | Titulaire Parti                                             | Titulaire Parti                                             | Début                                                       | Fin                                                         | Gouvernement     |
| ----------------------------------------------------------- | ----------------------------------------------------------- | ----------------------------------------------------------- | ----------------------------------------------------------- | ----------------------------------------------------------- | ---------------- |
| Ministre du Patrimoine canadien                             | Ministre du Patrimoine canadien                             | Ministre du Patrimoine canadien                             | Ministre du Patrimoine canadien                             | Ministre du Patrimoine canadien                             | 26e (Chrétien)   |
|                                                             |                                                             | Sheila Copps Libéral                                        | 12 juillet 1996                                             | 12 décembre 2003                                            | 26e (Chrétien)   |
|                                                             |                                                             | Hélène Scherrer Libéral                                     | 12 décembre 2003                                            | 20 juillet 2004                                             | 27e (Martin)     |
|                                                             |                                                             | Liza Frulla Libéral                                         | 20 juillet 2004                                             | 6 février 2006                                              | 27e (Martin)     |
| Ministre du Patrimoine canadien et de la Condition féminine | Ministre du Patrimoine canadien et de la Condition féminine | Ministre du Patrimoine canadien et de la Condition féminine | Ministre du Patrimoine canadien et de la Condition féminine | Ministre du Patrimoine canadien et de la Condition féminine | 28e (Harper)     |
|                                                             |                                                             | Bev Oda Conservateur                                        | 6 février 2006                                              | 13 août 2007                                                | 28e (Harper)     |
|                                                             |                                                             | Josée Verner Conservateur                                   | 14 août 2007                                                | 29 octobre 2008                                             | 28e (Harper)     |
|                                                             |                                                             | James Moore Conservateur                                    | 29 octobre 2008                                             | 15 juillet 2013                                             | 28e (Harper)     |
|                                                             |                                                             | Shelly Glover Conservateur                                  | 15 juillet 2013                                             | 4 novembre 2015                                             | 28e (Harper)     |
| Ministre du Patrimoine canadien                             | Ministre du Patrimoine canadien                             | Ministre du Patrimoine canadien                             | Ministre du Patrimoine canadien                             | Ministre du Patrimoine canadien                             | 29e (J. Trudeau) |
|                                                             |                                                             | Mélanie Joly Libéral                                        | 4 novembre 2015                                             | 18 juillet 2018                                             | 29e (J. Trudeau) |
| Ministre du Patrimoine canadien et du Multiculturalisme     |                                                             |                                                             |                                                             |                                                             | 29e (J. Trudeau) |
|                                                             |                                                             | Pablo Rodriguez Libéral                                     | 18 juillet 2018                                             | 20 novembre 2019                                            | 29e (J. Trudeau) |
| Ministre du Patrimoine canadien                             |                                                             |                                                             |                                                             |                                                             | 29e (J. Trudeau) |
|                                                             |                                                             | Steven Guilbeault Libéral                                   | 20 novembre 2019                                            | 26 octobre 2021                                             | 29e (J. Trudeau) |
|                                                             |                                                             | Pablo Rodriguez Libéral                                     | 26 octobre 2021                                             | 26 juillet 2023                                             | 29e (J. Trudeau) |
|                                                             |                                                             | Pascale St-Onge Libéral                                     | 26 juillet 2023                                             | 14 mars 2025                                                | 29e (J. Trudeau) |
| Ministre de l'Identité et de la Culture canadiennes         | Ministre de l'Identité et de la Culture canadiennes         | Ministre de l'Identité et de la Culture canadiennes         | Ministre de l'Identité et de la Culture canadiennes         | Ministre de l'Identité et de la Culture canadiennes         | 30e (Carney)     |
|                                                             |                                                             | Steven Guilbeault Libéral                                   | 14 mars 2025                                                | En fonction                                                 | 30e (Carney)     |